# Індіан-Гіллс (Невада)
Індіан-Гіллс (англ. Indian Hills) — переписна місцевість (CDP) в США, в окрузі Дуглас штату Невада. Населення — 5962 особи (2020).

## Географія
Індіан-Гіллс розташований за координатами 39°5′30″ пн. ш. 119°47′51″ зх. д. / 39.09167° пн. ш. 119.79750° зх. д. (39.091555, -119.797508).  За даними Бюро перепису населення США в 2010 році переписна місцевість мала площу 37,83 км², з яких 37,83 км² — суходіл та 0,00 км² — водойми.

## Демографія
Згідно з переписом 2010 року, у переписній місцевості мешкало 5627 осіб у 2235 домогосподарствах у складі 1606 родин. Густота населення становила 149 осіб/км².  Було 2394 помешкання (63/км²).
Расовий склад населення:
| - 86,7 % — білих - 2,1 % — азіатів - 1,8 % — корінних американців - 0,6 % — чорних або афроамериканців - 0,1 % — вихідців з тихоокеанських островів - 5,1 % — осіб інших рас |

До двох чи більше рас належало 3,5 %. Частка іспаномовних становила 14,5 % від усіх жителів.
За віковим діапазоном населення розподілялося таким чином: 23,0 % — особи молодші 18 років, 60,4 % — особи у віці 18—64 років, 16,6 % — особи у віці 65 років та старші. Медіана віку мешканця становила 43,8 року. На 100 осіб жіночої статі у переписній місцевості припадало 97,4 чоловіків;  на 100 жінок у віці від 18 років та старших — 95,0 чоловіків також старших 18 років.
Середній дохід на одне домашнє господарство  становив 77 189 доларів США (медіана — 61 231), а середній дохід на одну сім'ю — 84 349 доларів (медіана — 66 556). Медіана доходів становила 47 500 доларів для чоловіків та 45 227 доларів для жінок. За межею бідності перебувало 9,1 % осіб, у тому числі 13,9 % дітей у віці до 18 років та 2,5 % осіб у віці 65 років та старших.
Цивільне працевлаштоване населення становило 3050 осіб. Основні галузі зайнятості: освіта, охорона здоров'я та соціальна допомога — 17,5 %, мистецтво, розваги та відпочинок — 16,3 %, роздрібна торгівля — 16,0 %.